# Muselievo, Plevna
Muselievo (în bulgară Муселиево) este un sat în comuna Nikopol, regiunea Plevna,  Bulgaria. 

## Demografie
Componența etnică a satului Muselievo
     Bulgari (68,24%)
     Romi (6,43%)
     Nicio identificare (24,54%)
     Altele (0,78%)
La recensământul din 2011, populația satului Muselievo era de 762 locuitori. Din punct de vedere etnic, majoritatea locuitorilor (68,24%) erau bulgari, cu o minoritate de romi (6,43%). Pentru 24,54% din locuitori nu este cunoscută apartenența etnică.